# Heřmaneč
Obec Heřmaneč (německy Hermantsch) se nachází v okrese Jindřichův Hradec v Jihočeském kraji 12,5 km severozápadně od Dačic. Leží v nadmořské výšce 609 m v severovýchodní části Novobystřické vrchoviny, v údolí krátkého přítoku Bolíkovského potoka. Žije zde 91 obyvatel.

## Historie
První písemná zmínka o obci pochází z roku 1350, kdy jsou také uváděni její majitelé vladykové z Heřmanče. Po velmi častém střídání majitelů se ves v roce 1638 stala součástí dačického panství, kde setrvala až do roce 1849. V roce 1843 podle vceňovacího operátu žilo ve vsi 217 obyvatel v 32 domech a 49 domácnostech. Desátky byly odváděny panství Dačice a do Dačic se také jezdilo na týdenní sobotní trhy. Ve vsi byl jeden mlýn. Od roku 1990 je Heřmaneč samostatnou obcí. Elektrifikována byla obec až v roce 1947 připojením na síť ZME Brno.

## Správní začlenění obce od roku 1850
V letech 1850 až 1855 byla vesnice podřízena politické pravomoci Podkrajského úřadu v Dačicích a v rámci soudní správy Dačickému okresnímu soudu. V roce 1855 byly zřízeny smíšené okresní úřady s politickou a soudní pravomocí, a proto byla v letech 1855 až 1868 vesnice podřízena Okresnímu úřadu v Dačicích. V roce 1868, když byly veřejná správa a soudnictví opět odděleny, vrátila se vesnice pod politickou pravomoc Okresního hejtmanství v Dačicích. Po vzniku Československa patřila od roku 1919 pod nově vzniklou Okresní správu politickou. Od roku 1928, po vzniku Okresního úřadu v Dačicích, náležela pod jeho správu až do roku 1945. Po osvobození Rudou armádou v květnu roku 1945 náležela vesnice pod Okresní národní výbor v Dačicích a v jeho rámci od roku 1949 pod nově vzniklý Jihlavský kraj. V polovině roku 1960 došlo k rozsáhlé územní reorganizaci a po ní byla vesnice spolu s celým moravským Dačickem začleněna pod správní okres Jindřichův Hradec a Jihočeský kraj. Toto začlenění trvalo až do zrušení Okresního úřadu v Jindřichově Hradci koncem roku 2002. V roce 1960 připadl k Heřmanči Maršov, v roce 1976 byly v rámci integrace obcí sloučeny pod Heřmaneč obce Olšany a Velký Jeníkov, v roce 1985 byla obec Heřmaneč sloučena se Studenou. Od roku 1990 se opět osamostatnila. Od roku 2003 spadá jako samostatná obec pod pověřený Městský úřad v Dačicích v samosprávném Jihočeském kraji.

## Statistika počtu domů a obyvatel
V roce 1880 měla obec 39 domů a 237 obyvatel, roku 1900 39 domů a 231 obyvatel, roku 1921 40 domů a 222 obyvatel, roku 1930 41 domů a 202 obyvatel, roku 1947 44 domů a 165 obyvatel, roku 1950 43 domů a 154 obyvatel, roku 1970 28 domů a 118 obyvatel a v roce 1982 25 domů a 93 obyvatel.

## Škola
V letech 1788 až 1910 byla obec přiškolena do Olšan. V roce 1907 byla v Heřmanči zřízena expozitura olšanské školy v nově postavené školní budově. Škola se osamostatnila v roce 1910. Po zabrání českého pohraničí v roce 1938 byla do Heřmanče přeložena česká měšťanka z Českého Rudolce. Od roku 1953 zde byla osmiletá střední škola, která byla pro úbytek žactva postupně redukována na 1.–5. ročník. V roce 1977 byla místní škola zrušena a žactvo bylo převedeno do Studené.

## Památky a pamětihodnosti
V obci je pomník padlým z první světové války a památník svobody z roku 2002.
Ve Vlkově mlýně byla instalována Kaplanova turbína.